# Jeff Bhasker
Jeff Bhasker, également connu sous les noms de scène Billy Kraven et U.G.L.Y., est un producteur, auteur-compositeur-interprète, musicien, chanteur, et, multi-instrumentiste américain. Il collabore avec le producteur et rappeur Kanye West sur les albums 808s and Heartbreak, My Beautiful Dark Twisted Fantasy, et Watch the Throne. Il remporte un Grammy Award pour les chansons Run This Town de Jay-Z, All of the Lights de by Kanye West, et We Are Young de Fun.

## Biographie
Bhasker est né à Kansas City, dans le Kansas, et a grandi à Socorro, dans le Nouveau-Mexique. Sa mère jouait du piano et son père, d'origine indienne, était docteur et maire pendant 24 ans. C'est sa mère et son professeur de piano qui lui font connaître le jazz. Il devient membre du groupe locale de jazz à la Socorro High School, d'où il ressort diplômé en 1993, et étudie le piano jazz piano et l'arrangement musical au Berklee College of Music de Boston, dans le Massachusetts,. Il tourne autour de Boston en tant que claviériste. Après avoir joué avec le groupe de RnB Tavares, Bhasker emménage à New York le 11 septembre 2001. Il tourne avec le groupe de jam Lettuce. L'une de ses premières productions se passe dans l'album Even Closer de Goapele, publié en 2002. Bhasker produit également une chanson sur le premier album de The Game, The Documentary (2005).
Bhasker emménage ensuite à Los Angeles, en 2005. Il se lance dans l'écriture avec Bruno Mars. Il fait des reprises dans un groupe avec Mars autour de Los Angeles. Bhasker s'associe ensuite avec le rappeur et producteur Kanye West. D'abord claviériste remplaçant pour la tournée Glow in the Dark de West, Bhasker devient directeur musical pour West, et coproducteur de plusieurs chansons. Bhasker collabore sur les albums 808s and Heartbreak, My Beautiful Dark Twisted Fantasy de West, et l'album collaboratif Watch the Throne de West et Jay-Z, sur les chansons Welcome to Heartbreak, Lift Off et Runaway. Bhasker reçoit un Grammy Award dans la catégorie de « meilleure chanson de rap » pour All of the Lights de West, et la chanson Run this Town de Jay-Z et Rihanna.
Bhasker collabore dans de multiples genres musicaux ; il écrit et produit l'album The Element of Freedom d'Alicia Keys', publié en 2009, en particulier les singles Try Sleeping with a Broken Heart, Wait Til You See My Smile, Love Is Blind, Like the Sea. En 2009, Bhasker produit les chansons Free, Zombie, et Heaven de Natalia Kills, et co-écrit et produit Nothing Lasts Forever, issue de son premier album, Perfectionist, sous l'alias Billy Kraven. Il travaille aussi sur I Care, Rather Die Young et Party de Beyoncé.
Bhasker travaille de nouveau pour Alicia Keys sur son album, Girl on Fire, publié en 2012, sur les singles Girl on Fire et Tears Always Win. Il travaille aussi sur les singles à succès Just Give Me a Reason de Pink, Summertime Sadness de Lana Del Rey, et My Kind of Love d'Emeli Sandé. Bhasker est producteur pour le groupe Fun et son album, Some Nights, pour lequel il reçoit un Grammy Award dans la catégorie « chanson de l'année » pour We Are Young. Il est également nommé dans les catégories « album de l'année », « publication de l'année », pour We Are Young, et « producteur de l'année, non-classique ».
Il est en couple avec l'artiste suédoise Lykke Li.

## Discographie
| Année | Artiste             | Album                                           | Notes |
| ----- | ------------------- | ----------------------------------------------- | --- |
| 2002  | Goapele             | Closer Even Closer (réédition Columbia de 2004) | Co-production (Things Don't Exist, Salvation), production (Butterflykisses) |
| 2005  | The Game            | The Documentary                                 | Co-production (The Documentary) |
| 2005  | Goapele             | Change It All                                   | Coproduction, écriture (First Love, Battle of the Heart) |
| 2008  | Kanye West          | 808s and Heartbreak                             | Coproduction, écriture (Say You Will, Welcome to Heartbreak, Amazing feat. Young Jeezy, Love Lockdown, Paranoid feat. Mr Hudson, RoboCop)                                                                       |
| 2008  | Brandy              | Human                                           | Écriture (Long Distance) |
| 2009  | Jay-Z               | The Blueprint 3                                 | Coproduction, écriture (Run This Town feat. Rihanna et Kanye West, Already Home feat. Kid Cudi) |
| 2009  | Kid Cudi            | Man on the Moon: The End of Day                 | Coproduction, écriture (My World feat. Billy Craven) |
| 2009  | Leona Lewis         | Echo                                            | Production, écriture (Fly Here Now) |
| 2009  | Adam Lambert        | For Your Entertainment                          | Production, écriture (Fever) |
| 2009  | Alicia Keys         | The Element of Freedom                          | Coproduction, écriture (Love Is Blind, Try Sleeping With a Broken Heart, Wait Til You See My Smile, Like the Sea)                                                                                               |
| 2009  | Robin Thicke        | Sex Therapy: The Session                        | Coproduction, écriture (Meiplé feat Jay-Z, Elevatas feat. Kid Cudi, Rollacoasta feat. Estelle) |
| 2009  | Mary J. Blige       | Stronger with Each Tear                         | Coproduction, écriture (City on Fire) |
| 2010  | Drake               | Thank Me Later                                  | Coproduction, écriture (Find Your Love, Show Me A Good Time) |
| 2010  | Jasbir Jassi        | Jassi – Back with a Bang                        | Coproduction (Bang, Kalaria, Mela, Baliye) |
| 2010  | Bruno Mars          | Doo-Wops and Hooligans                          | Coproduction, écriture (Talking to the Moon) |
| 2010  | Kid Cudi            | Man on the Moon II: The Legend of Mr. Rager     | Coproduction (Mr. Rager) |
| 2010  | Kanye West          | My Beautiful Dark Twisted Fantasy               | Coproduction, écriture (Dark Fantasy, Power, All of the Lights, Monster feat. Jay-Z, Rick Ross, Nicki Minaj, et Bon Iver, Runaway feat. Pusha T, Lost in the World feat. Bon Iver, Who Will Survive in America) |
| 2011  | Natalia Kills       | Perfectionist                                   | Production, écriture (Free, Zombie, Heaven, Nothing Lasts Forever feat. Billy Kraven, If I Was God) |
| 2011  | Snoop Dogg          | Doggumentary                                    | Coproduction (Eyez Closed feat. Kanye West et John Legend) |
| 2011  | Beyoncé             | 4                                               | Coproduction, écriture (I Care, Rather Die Young, Party feat. André 3000) |
| 2011  | Jay-Z et Kanye West | Watch the Throne                                | Coproduction, écriture (Lift Off feat. Beyoncé, The Joy feat. Curtis Mayfield) |
| 2012  | Lana Del Rey        | Born to Die                                     | Coproduction ('Diet Mountain Dew, National Anthem, Carmen), guitare sur National Anthem |
| 2012  | Fun                 | Some Nights                                     | Production, écriture (Some Nights, We Are Young, Carry On, It Gets Better, Why Am I the One, All Alone, All Alright, One Foot, Stars)                                                                           |
| 2012  | Pink                | The Truth About Love                            | Production, écriture (Just Give Me a Reason feat. Nate Ruess) |
| 2012  | Taylor Swift        | Red                                             | Production (Holy Ground, The Lucky One) |
| 2012  | The Rolling Stones  | GRRR!                                           | Coproduction (Doom and Gloom) |
| 2012  | Alicia Keys         | Girl on Fire                                    | Coproduction, écriture (Girl on Fire, Tears Always Win) |
| 2012  | Bruno Mars          | Unorthodox Jukebox                              | Coproduction, écriture (Young Girls, Locked Out of Heaven, Gorilla, Moonshine) |
| 2013  | Dido                | Girl Who Got Away                               | Écriture (Let Us Move On feat. Kendrick Lamar) |
| 2013  | OneRepublic         | Native                                          | Coproduction, écriture (Can't Stop) |
| 2013  | Natalia Kills       | Trouble                                         | Coproduction, écriture (Television, Problem, Stop Me, Boys Don't Cry, Daddy's Girl, Saturday Night, Devils Don't Fly, Outta Time, Controversy, Rabbit Hole, Watching You, Marlboro Lights, Trouble)             |
| 2013  | Eminem              | The Marshall Mathers LP 2                       | Coproduction, écriture (Headlights feat. Nate Ruess) |
| 2014  | Ed Sheeran          | x                                               | Coproduction (Photograph) |
| 2014  | La Roux             | Trouble in Paradise                             | Composition (Tropical Chancer) |
| 2014  | Mark Ronson         | Uptown Special                                  | Composition (Uptown's First Finale, Uptown Funk, I Can't Lose, Crack in the Pearl, In Case of Fire, Leaving Los Feliz, Heavy and Rolling, Crack in the Pearl, Pt. II) ; coproduction (Feel Right, Daffodils)    |
| 2015  | Cam                 | Untamed                                         | Composition (Burning House, Runaway Train), coproduction |